# Родольфо Сандоваль
Родольфо Сандоваль (ісп. Rodolfo Sandoval; нар. 4 жовтня 1948) — уругвайський футболіст, що грав на позиції захисника. Виступав, зокрема, за клуб «Пеньяроль», а також національну збірну Уругваю.
Чемпіон Уругваю.

## Клубна кар'єра
У дорослому футболі дебютував 1970 року виступами за команду «Пеньяроль». У 1973, 1974 та 1975 роках під керівництвом Хуана Рікардо Фаццио, Уго Бануло, Хосе Марія Родрігеса та Хуана-Альберто Скьяффіно столичний клуб вигравав чемпіонат Укругваю. У 1974 та 1975 роках допоміг «Пеньяролю» виграти Трофей Терези Еррери та Лігілью.

## Виступи за збірну
1970 року дебютував у футболці національної збірної Уругваю. У складі збірної був учасником чемпіонату світу 1970 року у Мексиці. Виходив на поле 20 червня 1970 року в поєдинку за третє місце проти Німеччини, в якому на 67-й хвилині замінив Ільдо Манейро
Загалом протягом кар'єри у національній команді, яка тривала 2 роки, провів у її формі 3 матчі.

## Досягнення
«Пеньяроль»
- Прімера Дивізіон Уругваю
  -  Чемпіон (3): 1973, 1974, 1975
  -  Срібний призер (2): 1971, 1972

- Лігілья Уругваю
  -  Чемпіон (2): 1974, 1975

- Кубок Лібертадорес
  -  Фіналіст (1): 1970

- Трофей Терези Еррери
  -  Чемпіон (2): 1974, 1975